# Kurtlak
Der Kurtlak (russisch Куртла́к) ist ein linker Nebenfluss des Tschir in den russischen Oblasten Wolgograd und Rostow.
Der Kurtlak entspringt auf dem Donrücken in der Oblast Wolgograd. 
Er durchfließt eine hügelige Steppenlandschaft in überwiegend südwestlicher Richtung in die Oblast Rostow. Schließlich trifft er auf den nach Südosten strömenden Tschir, ein rechter Nebenfluss des Don.
Der Kurtlak hat eine Länge von 150 km. Sein Einzugsgebiet umfasst 2760 km². Der Fluss wird hauptsächlich von der Schneeschmelze gespeist. Zwischen März und Mai führt der Fluss Hochwasser. Im Sommer führt der Fluss über längere Perioden Niedrigwasser. Sein Wasser wird zur Bewässerung abgeleitet.